# Africitas
Africitas  (с лат. — «африканизм», транслит. «африцитас, африкитас») — предполагаемые специфические черты африканской латыни. Этот термин впервые был использован Эразмом Роттердамским как уничижительный для характеристики некоторых элементов произведений авторов родом из римской Африки. В XX веке концепция Africitas обсуждалась учёными, которые часто анализировали африканских авторов, таких как отец Церкви Аврелий Августин и грамматик Марк Корнелий Фронтон, в отношении этого гипотетического диалекта. После 1945 года этот научный диспут затих на много лет. Однако дискуссия была оживлена в начале XXI века публикацией книги «Апулей и Африка» (2014 год), в которой концепция Africitas была рассмотрена заново, на этот раз в основном в отношении прозаика Апулея.
Сторонники данной концепции утверждают, что диалект разграничен «особенностями лексики, синтаксиса, структуры предложений и стиля». Винсент Хунинк из университета Неймегена отмечает, что, хотя нельзя отрицать, что региональные варианты разговорной латыни существовали, «никаких подобных научных дискуссий о лексике, синтаксисе, структуре предложений и стиле Germanitas или Brittanitas никогда не возникало, предполагая, что фиксация на существовании предполагаемой Africitas проблематична».